# Jaque
|    |       |    |       |       |    |       |       |    |  |
|    | a8 kd | b8 | c8    | d8 rd | e8 | f8    | g8    | h8 |  |
| a7 | b7    | c7 | d7    | e7    | f7 | g7    | h7    |    |  |
| a6 | b6    | c6 | d6    | e6    | f6 | g6    | h6    |    |  |
| a5 | b5    | c5 | d5    | e5    | f5 | g5 bl | h5    |    |  |
| a4 | b4    | c4 | d4    | e4    | f4 | g4    | h4 pl |    |  |
| a3 | b3    | c3 | d3    | e3 nd | f3 | g3    | h3    |    |  |
| a2 | b2    | c2 | d2    | e2    | f2 | g2    | h2    |    |  |
| a1 | b1    | c1 | d1 kl | e1    | f1 | g1    | h1    |    |  |
|    |       |    |       |       |    |       |       |    |  |

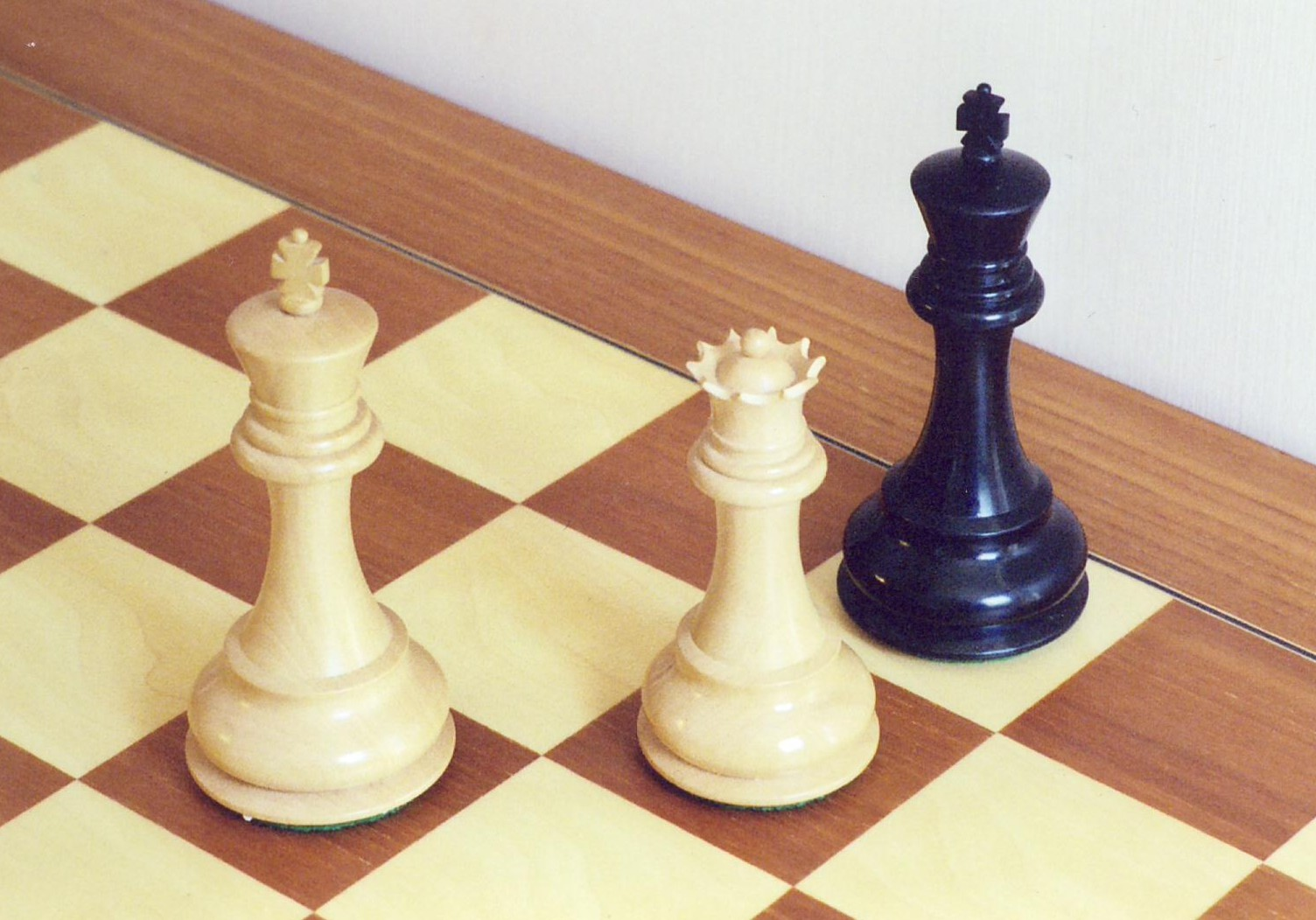
Jaque de dama blanca contra rey negro

En el juego de ajedrez, un jaque es una amenaza inmediata de capturar al rey. Se dice que un rey amenazado de este modo se encuentra en jaque.
La palabra «jaque» viene del persa shāh = «rey», a través del árabe.
Debe eliminarse la amenaza, de uno de los siguientes modos:
- Capturando a la pieza atacante.
- Interponiendo una pieza entre la pieza atacante y el rey (lo cual no es posible si la pieza atacante es un caballo).
- Moviendo el rey a una casilla que no esté amenazada sin capturar la pieza atacante, de este modo sería una jugada nula.

Si no es posible realizar ninguna de estas tres opciones, se trata de un jaque mate y la partida concluye con la victoria del jugador que ha conseguido darlo. 
Un jaque doble se da siempre con un jaque a la descubierta, es decir, cuando el bando que aplica el jaque ha movido una pieza que además de dar jaque permite que otra pieza también lo de mediante la liberación de su acción hacia el rey contrario. Véase el diagrama como ejemplo.